# Yahoo!
Yahoo! es una empresa de tecnología con sede en Estados Unidos que posee un portal de Internet, un directorio web y una serie de servicios tales como el popular correo electrónico Yahoo! Su propósito es "ser el servicio global de Internet más esencial para consumidores y negocios". Fue fundada en enero de 1994 por dos estudiantes de postgrado de la Universidad de Stanford, Jerry Yang y David Filo. Yahoo! se constituyó como empresa el 2 de marzo de 1995 y comenzó a cotizar en bolsa el 12 de abril de 1996. La empresa tiene su sede corporativa en Sunnyvale, California, Estados Unidos. Yahoo! fue uno de los pioneros de la era inicial de Internet en la década de 1990.
De acuerdo con los proveedores de análisis web de terceros Alexa y SimilarWeb, Yahoo! fue el sitio web de noticias y medios de comunicación más leído, con más de 7 mil millones de visitas por mes, clasificándose como el sexto sitio web más visitado a nivel mundial en 2016.
El 25 de julio de 2016 fue anunciada la compra de Yahoo por parte de Verizon.
En 2017 Verizon adquirió la mayor parte del negocio de Internet de Yahoo por US$4,48 mil millones, excluyendo sus participaciones en Alibaba Group y Yahoo! Japan que fueron transferidos a la compañía sucesora de Yahoo, Altaba.

## Historia

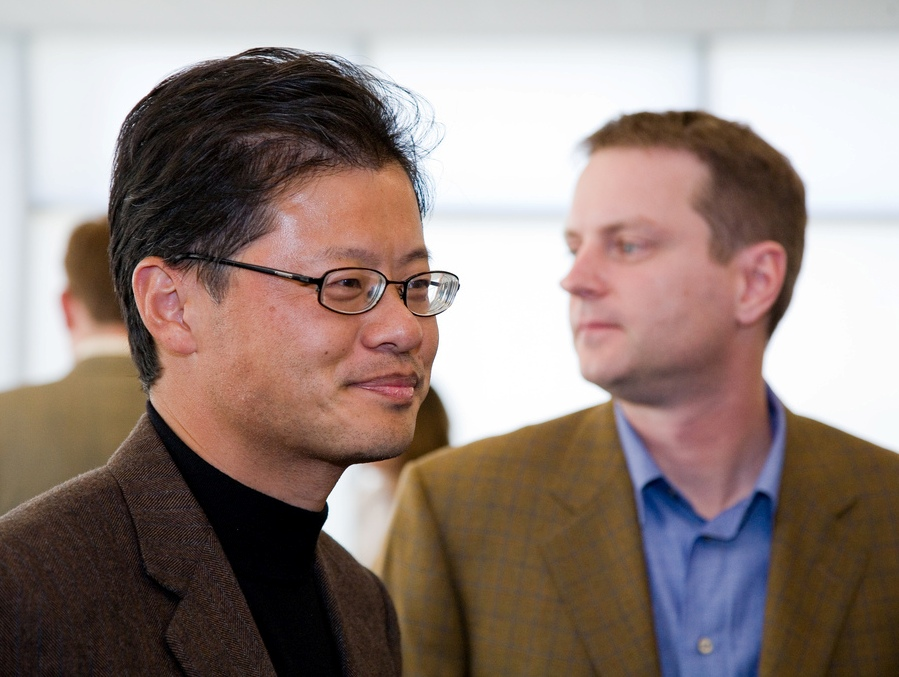
Cofundadores de Yahoo! —Jerry Yang (izquierda) y David Filo (derecha)—.

Yahoo! inicialmente recibió el nombre de "Guía de Jerry y David a la World Wide Web" (“Jerry and David’s Guide to the World Wide Web”). El sitio era un directorio de otros sitios web, organizados en una jerarquía, a diferencia de un índice de páginas con capacidad de búsqueda. En marzo de 1994, la "Guía de Jerry y David a la World Wide Web" pasó a llamarse "Yahoo!". El directorio de Yahoo editado por humanos, Yahoo! Directorio, proporcionado a los usuarios para navegar a través de Internet, se convirtió en su primer producto y el propósito original de la compañía. El dominio "yahoo.com" se creó el 18 de enero de 1995.
Existen varias versiones sobre el origen del nombre Yahoo!: la versión real que circula en el corporativo de Yahoo! en Sunnyvale, California es que proviene del nombre de unos personajes del libro Los viajes de Gulliver de Jonathan Swift, los Yahoos. La historia cuenta que en casa de David Filo, cofundador de Yahoo!, el padre de este llamaba a David y a Jerry "un par de Yahoos" por su naturaleza inquieta y estos deciden usar el nombre Yahoo! para su portal. En el libro de Swift, un Yahoo es una criatura salvaje, sucia y de costumbres desagradables, que se parece demasiado al ser humano. Otras versiones aseguran que Yahoo! no es más que un acrónimo de "Yet Another Hierarchical Officious Oracle", que se traduciría como 'Otro oráculo jerárquico oficioso más'. Sin embargo, Filo y Yang insisten que el nombre proviene de la definición general de "yahoo" que se usaba en la universidad donde estudiaba el primero.
Yahoo! apareció por primera vez en el ordenador personal de Yang, "Akebono" mientras que el software y la base de datos en la máquina de Filo, "Konishiki", nombres que provienen de luchadores de sumo, deporte del cual Filo y Yang son fanáticos.

### Expansión
Yahoo creció rápidamente a lo largo de la década de 1990. Al igual que muchos motores de búsqueda y directorios web, Yahoo agregó un portal web. En 1998, Yahoo era el punto de partida más popular para los usuarios de la web, y su directorio web era el motor de búsqueda más popular.
Yahoo! hizo su aparición pública en el mercado de valores de Nueva York en el índice NASDAQ el 12 de abril de 1996, vendiendo 2,6 millones de acciones a 13 dólares cada una.
Conforme la popularidad de Yahoo! aumentaba, crecía la gama de servicios. Esto convirtió a Yahoo! en «el único lugar donde alguien ha de ir para encontrar cualquier cosa que busque, comunicarse con cualquier persona o comprar lo que sea». Entre los servicios que hoy Yahoo! ofrece están: Yahoo! Mail, Yahoo! Grupos, Yahoo! Juegos, Yahoo! Compras, Yahoo! Subastas y Yahoo! Respuestas.
Yahoo! empezó a hacer contratos estratégicos con empresas de telecomunicaciones y búsqueda local a nivel mundial, tales como British Telecom en el Reino Unido, Rogers Communications en Canadá, Ideas Interactivas (Yahoo! Páginas Útiles) en México y SBC Communications en Canadá. Su objetivo es hacer frente a sus competidores globales; Google, AOL, Terra, MSN y otros.
Yahoo comenzó a utilizar Google para búsquedas en el 2000. Durante los siguientes cuatro años, desarrolló sus propias tecnologías de búsqueda, que comenzó a usar en 2004. En respuesta a Gmail de Google, Yahoo comenzó a ofrecer almacenamiento de correo electrónico ilimitado en 2007. La compañía tuvo dificultades hasta 2008, con varios despidos grandes.
Con el objeto de incrementar su liderato en el área de búsqueda de páginas web (su principal reclamo), Yahoo! hizo adquisiciones como la de Inktomi en diciembre de 2002 y Overture en julio de 2003 (junto con sus filiales Altavista, AllTheWeb), y llevó a cabo una alianza en México con una empresa llamada Ideas Interactivas para lanzar un directorio telefónico impreso bajo la marca Yahoo! Páginas útiles, rompiendo moldes y complementando su estrategia de búsqueda local en el mundo físico, para competir con Google y la nueva función de búsqueda de MSN, pero este negocio fue cancelado unilateralmente en 2005 por Yahoo! México provocando la quiebra de Ideas Interactivas, iniciándose un juicio en 2011 y el 28 de noviembre de 2012 se dictó sentencia que obliga a Yahoo! a pagar 2700 millones de dólares a la empresa mexicana.
Actualmente los servidores de Yahoo! utilizan el sistema operativo FreeBSD.
En 2009, Yahoo anunció que en el primer trimestre sus utilidades cayeron 78% con respecto a igual periodo de 2008, a 117,6 millones de dólares, debido al profundo declive en su negocio de publicidad. La compañía, mientras tuvo a la CEO, Carol Bartz, anunció que despediría a más de 5% de su personal, equivalente 700 empleados, que se sumaban a los 1500 anunciados meses antes, para reducir costos.
En 2012 cuando Scott Thompson era el CEO, la compañía despidió a otros 2000 empleados, que correspondían al 14% de su equipo global.

### Oferta de compra por Microsoft Corporation
El 1 de febrero del 2008 Microsoft declaró su intención de comprar a Yahoo!, uno de sus mayores competidores, por 44.600 millones de dólares en efectivo o 32 dólares por acción. Esta oferta se presentó en momentos difíciles para Yahoo!, que anunció el despido del 7% de su plantilla para intentar reestructurar la empresa. Desde Yahoo!, se indicó el estudio de la oferta por parte de la Dirección de la empresa. Sin embargo, diez días después, Yahoo! decidió rechazar la oferta argumentado que la cifra resta valor a la compañía ya que la ganancia de dinero era muy conveniente para ellos.

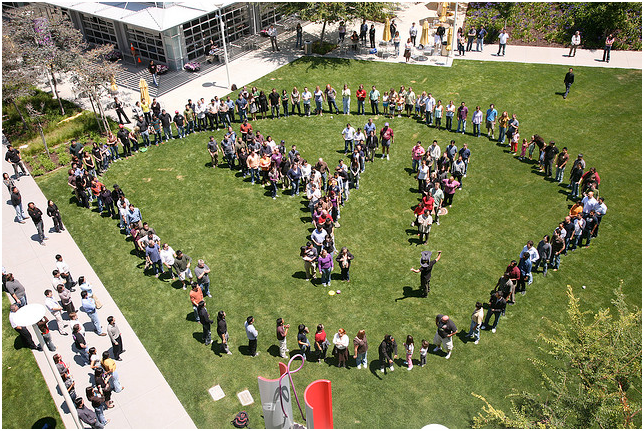
Empleados de Yahoo! formando el símbolo de la empresa, la Y!

El 12 de junio de 2008, Yahoo! anunció que terminó todas las negociaciones con Microsoft sobre la compra del total o de una parte del negocio (el área de publicidad en búsquedas). Las conversaciones se llevaron a cabo el fin de semana previo (8 de junio). Supuestamente durante las negociaciones Microsoft informa a Yahoo! que ya no tenía interés en la compra de la empresa al precio ofrecido anteriormente de 33 dólares por acción.

### Acuerdo de Yahoo!-Google Inc.
Yahoo! para enfrentar las propuestas de compra ha entrado en alianza con su mayor competidor Google, para dar publicidad en los buscadores. Según lo que Google Inc. y Yahoo! dijeron el jueves 12 de junio de 2008, habían llegado a un acuerdo según el cual Google Inc. entregará avisos junto a algunos de los resultados de búsquedas en Yahoo! y en algunos de sus sitios en los Estados Unidos y Canadá.
El acuerdo de 4 años extensible hasta 10 no es exclusivo y tiene como objetivo mejorar las finanzas de Yahoo!, la compañía dijo que generaría un adicional que oscila entre 250 y 450 millones de dólares en flujo de caja operativo en el primer año y en caso de darse cambio de mando de una de las dos compañías durante la duración de contrato se daría 250 millones de dólares a la otra compañía.
El acuerdo también fortalecerá el dominio de Google sobre el lucrativo mercado de la publicidad en búsquedas. Se firmó después de que Yahoo! rechazara una propuesta de Microsoft para comprar su negocio de búsquedas y una participación minoritaria en la compañía.
Según muchos, este acuerdo podría terminar en una especie de fusión de los gigantes de Internet.

## Productos y servicios
Yahoo cuenta con un portal que ofrece las últimas noticias, entretenimiento e información deportiva. El portal también dio acceso a otros servicios de Yahoo como Yahoo! Search, Yahoo Mail, Yahoo Maps, Yahoo Finance, Yahoo Groups y Yahoo Messenger.
Desde el 2 de noviembre de 2021, Yahoo! dejó de ofrecer sus servicios en China citando dificultades para operar en el país.

### Comunicación
Yahoo proporcionó servicios de comunicación por Internet como Yahoo Messenger y Yahoo Mail. A partir de mayo de 2007, su servicio de correo electrónico ofrece almacenamiento ilimitado.
Yahoo proporcionó servicios de redes sociales y contenido generado por el usuario, incluyendo productos como My Web, Yahoo Personals, Yahoo 360°, Delicious, Flickr y Yahoo Buzz. Yahoo cerró Yahoo Buzz, MyBlogLog y muchos otros productos el 21 de abril de 2011.
Yahoo Photos se cerró el 20 de septiembre de 2007, a favor de Flickr. El 16 de octubre de 2007, Yahoo anunció que suspendería Yahoo 360°, incluyendo la reparación de errores; la compañía explicó que en 2008 establecería un "perfil universal" similar al sistema experimental de Yahoo Mash.

## Oferta pública de acciones de Yahoo!
Hacia 1996 Yahoo! entra en lo que será reconocido por sus fundadores, como una de las instancias más críticas en la historia de la empresa. Se trataba de la posibilidad de colocar por primera vez acciones en el mercado público, conocido como NASDAQ, de forma de lograr tres objetivos centrales que favorecerían la consolidación de Yahoo! como empresa generadora de recursos propios, por fuera de un modelo de neta exploración en el nuevo territorio de Internet.
En primera instancia, el negocio de los buscadores, del cual ya participaban Excite, Lycos e Infoseek, empezaba a presentar claros síntomas de una reconversión en este sentido, por lo que a la fecha de analizar la salida al mercado público (IPO: Initial Public Offering), ya se conocían las experiencias de estos y se contaba con antecedentes que confirmaban que la cotización pública de estas empresas les había hecho ganar reconocimiento –entre usuarios e inversores- y que finalmente esta difusión y consolidación como emprendimientos económicos “reales” les había permitido incrementar el tráfico de usuarios y hacerse de importantes alianzas estratégicas.
De forma derivada, la entrada del sector en un nuevo estadio de mayor competitividad, requería de capitales para financiar las áreas estratégicas que garantizaran ventajas diferenciales: mejores motores de búsqueda, nuevos productos que permitieran generar ingresos más allá de la publicidad y el capital suficiente para realzar acciones de marketing que construyeran valor de marca para favorecer la identificación de los navegantes con un buscador en particular (de forma de captar y fidelizar usuarios).
Un segundo objetivo presente al momento de tomar la decisión fue poder hacerse con la liquidez suficiente para dar un salto cualitativo en la relación con un socio estratégico que ya había probado ser crítico a la hora de encauzar el flujo de los internautas: Netscape. En relación con esto, ya en 1995 se había realizado una alianza con Netscape (quien ostentaba el indiscutido primer lugar como aplicación de acceso a la red) de forma de que en el botón de “Directorio de Internet” se redirigirá hacia la página de Yahoo!.
Sin embargo, ya iniciadas las negociaciones que buscaban colocar a Yahoo! como la página de inicio predeterminada en Netscape, la dirección de la empresa reconocía la falta de capital suficiente para cerrar este trato.
Por último, y dado que hasta ese año Yahoo! no era una empresa que generara ganancias, se veía la necesidad de poder organizar un nuevo modelo de negocios que asegurara la sostenibilidad a largo plazo y que permitiera generar barreras de entrada a otras empresas tecnológicas ya consolidadas (Microsoft, entre otras), que no tardarían en ingresar como competidores. Para esto, se necesitaba poder contratar nuevos ejecutivos altamente calificados, y los fondos provenientes del IPO deberían bastar en este sentido.
Sin embargo, al tiempo que se reconocían los beneficios que traería la apertura pública de la empresa, también se anticipaba la necesidad de apuntalar la imagen de Yahoo! en forma previa al IPO para lograr delinear un perfil más atractivo hacia los inversores y mejorar así la colocación inicial de títulos.
Bajo esta premisa, se realizaron dos rondas previas de financiamiento privado (instrumentadas como venta directa de acciones a otras empresas) que alteraría y comprometerían la estructura societaria del Yahoo!.
En estas condiciones, en una primera ronda de capitalización realizada en noviembre de 1995, Sequoia Capital, uno los más antiguos y reconocidos consorcios en Silicon Valley (que había financiado a empresas como Oracle, Cisco y Apple) concertó un aporte por 1 millón de dólares que le abrió el camino para hacerse con una participación accionaria del 25%.
De las acciones remanentes una parte que representaba el 5% fue adquirido por el SoftBank de Japón en carácter de inversión no controlante, mientras que un 2,5% de Yahoo! fue comprado por Reuters, con quien ya se habían cerrado alianzas en octubre del año anterior para dotar a Yahoo! de contenidos a cambio de utilizar el portal como plataforma para la entrada a Internet de la agencia de noticias.
El remanente de las acciones (5% del capital de Yahoo!) fueron compradas por otras organizaciones, lo que condujo a una apertura del paquete controlante de 63% de las acciones en poder interno de Yahoo! y la inclusión de Sequoia Capital como actor de peso en las decisiones futuras de la empresa. A fines de 1995, el capital social de Yahoo! era de 40 millones de dólares.
Tras una fase previa de selección de potenciales fuentes de financiación para la segunda ronda de capitalización en enero de 1996, el Softbank de Japón resultó ser uno de los actores más interesados y sólidos.
La alianza con Softbank, dirigida por el visionario Masayoshi Son, considerado como el Bill Gates japonés, daría a Yahoo! no solo los fondos suficientes para respaldar un precio atractivo y conveniente en la IPO, sino que también dotaría a la empresa de una vasta red de contactos y alianzas en el mercado oriental, lo que permitiría a Yahoo! consolidarse como el principal portal asiático. Es todo lo que permite entrar a las redes sociales que en las cuales no les ponen problemas, sin embargo, la propuesta de Son resultó ser agresiva, ya que condicionó su participación en la empresa a la venta pre-acordada de un 30% del capital de Yahoo!, con lo que si bien no alcanzaría el control absoluto de la misma, si lo posicionaba como un socio a consultar necesariamente a la hora de conducir los negocios de la firma (en el marco de las negociaciones, y de forma de mantener el control de Yahoo! por parte de sus fundadores y de Sequoia, se resolvió que tanto Yang, Filo como Moritz –gerente controlante de Sequoia– involucrarían parte de sus capital accionario en la IPO para quedar cada uno con un 17% de la masa accionaria). De esta forma, Softbank aporto liquidez por 63,75 dólares, lo que determinó un nuevo valor de mercado de Yahoo! de 212 millones de dólares.
Así fue que el 12 de abril de 1996 al momento de abrirse la Bolsa de Nueva York y salir al mercado los 2,6 millones de acciones de Yahoo! (que representaban el 40% de la compañía), casi 2 millones de acciones fueron adquiridas en forma automática por Softbank, mientras que el 10% remanente se fragmentó en inversores menores.
Al cierre de esta primera jornada en el NASDAQ, la acción de Yahoo! que había sido lanzada a 13 US$ por unidad, alcanzó un valor de 33 dólares (150% de incremento en una sola fecha), lo que elevó el valor de mercado a más de 858 millones de dólares.
Cabe destacar que al día siguiente la valorización de la acción cayó casi un 50%, y que durante todo el año no pudo recuperar la cifra récord alcanzada en la primera jornada.
Respecto de la participación accionaría, se pudo observar como Softbank se fue retirando paulatinamente de Yahoo! (tras cerrar una alianza que lo llevaría a disponer del 97% de las acciones de Yahoo! Japón, que asociado al prestador de banda ancha en ese país permitió a Son hacerse de nuevos fondos líquidos para continuar su expansión en otras empresas), de forma que hacia septiembre de 2001 su peso había descendido desde el 35% inicial en 1996 hasta a algo menos del 20%, y que en agosto de 2002 caería nuevamente ubicándose en alrededor 9%.
Este último movimiento de Softbank en relación con Yahoo! debe tenerse en cuenta a la luz de una disposición tomada en conjunto por Yang, Filo y Sequoia Capital, la que puso en marcha un Plan Anti-Takeover ante los rumores de intención de compra por parte de Viacom, Disney y/o News Corporation. Esta disposición, que habilita la posibilidad para los accionistas de ejecutar una opción de venta de su capital a un precio prefijado de 250 dólares por unidad, ante el caso de que un accionista se hiciera con una cantidad de papeles que le otorgara más del 15% del control de la empresa.
Ante esta situación, Dale, Yang y Sequoia Capital restringieron su participación, pero más allá de las fluctuaciones que desató en el valor de la empresa, lograron fragmentar la propiedad de la sociedad de forma tal que incluso actualmente no se reconocen socios mayoritarios –ni externos ni internos– que lleguen siquiera a concentrar el 9% del poder sobre la toma de decisiones.

## Yahoo! en español
En español Yahoo! tiene los sitios Yahoo! en Español, Yahoo! España, Yahoo! México y Yahoo! Argentina.
En México, Yahoo! contaba con sus oficinas en la Ciudad de México. La estructura de la oficina de México proporcionaba soporte local a los usuarios, tenía su propia fuerza de ventas, ingeniería y producción y llevaba a cabo las tareas relativas a promociones especiales, como el premio "Lo Mejor de la Web".
Yahoo! México fue fundado en octubre de 1999 bajo la dirección del entonces Gerente General, Alejandro Cardoso Mendoza. La fiesta de inicio de operaciones fue encabezada por Roberto Alonso, presidente de Yahoo! Latinoamérica. Al principio de su fundación fue patrocinador del programa "Gente con chispa", de TV Azteca, conducido por Alan Tacher.
Las oficinas de Yahoo! En México fueron cerradas en 2016, junto con las oficinas de Yahoo! en Argentina.
En España también Yahoo! tiene oficinas, en Madrid con sus propios recursos. La oficina de Yahoo! en España apoya también los esfuerzos de Yahoo! en catalán.
Para el producto Yahoo! en Español, Yahoo! tiene una oficina en Miami, que también es la cabeza de Yahoo! México, Argentina y Brasil. Esta oficina se conoce como el corporativo de Yahoo! Latinoamérica. La representación legal para los negocios corporativos en Argentina, está en cabeza del "Estudio Jurídico de Altas Tecnologías Delphi", el cual tiene a la vez la responsabilidad de que la "Idea Fundadora de Y!" sea un motor de cambio que permita el desarrollo equilibrado y sostenible de civilización y tecnología (Tecnología de la Consciencia).

### Yahoo! Research Center Latinoamérica
En enero de 2006, Yahoo! Inc. inaugura en Santiago de Chile un Yahoo Research Center junto con los laboratorios del Centro de Investigación de la Web (CIW) de la Universidad de Chile. Básicamente se estudiará el comportamiento de búsqueda y la optimización y manejo de grandes volúmenes de información. Este centro de investigación fue el primero en Latinoamérica y el único fuera de EE. UU. En octubre de 2006 abrieron otro Centro de Investigación en Barcelona a cargo de Ricardo Baeza.
Yahoo! Research es la división de investigación avanzada de Yahoo! Inc., responsable de desarrollar la innovación e investigación de clase mundial en que se basarán las nuevas invenciones tecnológicas y la siguiente generación de negocios de la compañía.
Yahoo! Research cuenta con 8 Centros de Investigación alrededor del mundo y 100 investigadores: Barcelona (España), Bangalore (India), Berkeley (CA, EE. UU.), Israel, Santiago (Chile), New York (EE. UU.), Silicon Valley (CA, EE. UU.) y Southern California (CA, EE. UU.).

## Críticas

### Yahoo!, PRISM y el caso Edward Snowden
Yahoo! fue señalada, entre otras compañías desarrolladoras de productos de tecnología informática punta, como una de las involucradas dentro del programa de vigilancia electrónica de alto secreto (Top Secret) PRISM, a cargo de la Agencia de Seguridad Nacional (NSA) de los Estados Unidos, según los informes y documentos filtrados por el ex informante y empleado de la Agencia Central de Inteligencia (CIA), Edward Snowden, en junio de 2013.

## Venta a Verizon
El 25 de julio de 2016 fue anunciada la compra de Yahoo por parte de Verizon por 4800 millones de dólares. A principios de diciembre de ese mismo año, Verizon amenaza con llevar al portal a los tribunales si no fijan un precio que refleje el impacto económico y público que puedan tener las brechas de seguridad.

## Filtración de datos
La información asociada con al menos 500 millones de cuentas Yahoo! fue robada por hackers a fines de 2014. La filtración de datos fue revelada por Yahoo dos años más tarde, el 22 de septiembre de 2016. El material sustraído consiste de nombres, direcciones de correo electrónico, números de teléfono, preguntas de seguridad y sus respuestas (encriptadas o sin encriptar), fechas de nacimiento y contraseñas encriptadas (la mayoría con bcrypt). En un comunicado, la empresa presume que el ataque pudo ser apoyado por un gobierno extranjero (sin nombrar ninguno específico), y recomienda a sus usuarios cambiar la contraseña y preguntas de seguridad, como también las de los otros servicios donde se utilicen las mismas credenciales.
En diciembre de 2016, la compañía comunicó que hubo otra infiltración de datos de 1000 millones de cuentas en agosto de 2013, aparte de la registrada a fines de 2014. “La compañía no ha sido capaz de identificar la intrusión asociada con este robo. Yahoo cree que se trata de un incidente distinto al informado el 22 de septiembre de 2016”, sostuvo en el comunicado.